# 알자지라 클럽
알자지라 클럽(아랍어: نادي الجزيرة, 영어: Al Jazira Club)은 아랍에미리트 아부다비의 축구 클럽으로 현재 UAE 1부 리그에서 활동하고 있다.
알자지라 클럽은 축구 팀 외에도 배구 볼링 수영 핸드볼 팀도 운영하고 있다.

## 역사
1974년 칼리디야 축구단과 알바틴 축구단의 합병으로 탄생했다.

## 선수단

### 현재 선수 명단
2025년 3월 22일 기준

참고: FIFA 자격 규정에 따라 소속된 국가대표팀 국기를 표시합니다. 선수는 복수의 FIFA 비회원국 국적을 가지고 있을 수 있습니다.
| 번호 | 포지션 | 국적   | 이름           |
| ---- | ------ | ------ | -------------- |
| 4    | DF     |        | 카림 레킥      |
| 25   | MF     |        | 제이 디 고이센 |
| 33   | DF     | 모로코 | 샤힌 반 보헤멘 |

| 번호 | 포지션 | 국적             | 이름            |
| ---- | ------ | ---------------- | --------------- |
| 55   | GK     | 아랍에미리트     | 알리 카시프     |
| 71   | FW     | 콜롬비아         | 카를로스 오코로 |
| 92   | MF     | 콩고 민주 공화국 | 네스켄스 케바노 |

## 역대 감독
| 감독                | 임기      |
| ------------------- | --------- |
| 자이르 페헤이라     | 1986      |
| 앙리 스탕불리       | 2006      |
| 라슬로 뵐뢰니       | 2007~2008 |
| 프랑키 페르카우테런 | 2011~2012 |
| 파울로 보나미고     | 2012      |
| 루이스 미야         | 2013      |
| 발테르 젱가         | 2013~2014 |
| 에릭 헤러츠         | 2014~2015 |
| 마르셀 카이저       | 2018      |
| 프랑크 더 부르      | 2023      |
| 미렐 러도이         | 2024      |
| 후세인 아무타       | 2024 ~    |

## 클럽 기록
- 2024년 10월 1일 기준

| 번호 | 이름                 | 재임기간         |
| ---- | -------------------- | ---------------- |
| ?    | 빈칸                 | 빈칸             |
| 2    | 아흐메드 힐미 알나왈 | 1984-97          |
| 3    | 니콜라이 키셀리오프  | 1989-93, 1994-95 |
| 4    | 제말루딘 무쇼비치    | 1997-98          |
| 5    | 리누스 이스라엘      | 1998-99          |
| ?    | 빈칸                 | 빈칸             |
| 7    | 얀 페르스라이옌      | 2001-03          |
| 8    | 안드레 베첼          | 2004             |
| 9    | 세프 페르구센        | 2004-05          |
| 10   | 발테르 메위스        | 2005-06          |
| 11   | 얀 페르스라이옌      | 2006-97          |
| 12   | 라슬로 뵐뢰니        | 2007-08          |
| 13   | 아베우 브라가        | 2008-11          |
| 14   | 프랑키 페르카우터런  | 2011-12          |
| 15   | 카이우 주니오르      | 2012             |
| 16   | 파울루 보나미구      | 2012-13          |
| 17   | 루이스 미야          | 2013             |
| 18   | 발테르 젱가          | 2013-14          |
| 19   | 에릭 헤러츠          | 2014-15          |
| 20   | 아베우 브라가        | 2015             |
| 21   | 알리 알루나이미      | 2015-16          |
| 22   | 헹크 텐 카터         | 2016-            |

## 성적

### 국내 대회
- UAE 아라비안 걸프 리그
  - 우승 2회: 2010-11, 2016-17
- UAE 연방컵
  - 우승 1회: 2007
- UAE 리그컵
  - 우승 1회: 2010
  - 준우승 1회: 2013
- UAE 프레지던트컵
  - 우승 3회: 2011, 2012, 2016
- GCC 챔피언스리그
  - 우승 1회: 2007